# Coupe des Pays-Bas de football 1938-1939
Navigation
Édition précédente Édition suivante
La Coupe des Pays-Bas de football 1938-1939, nommée la KNVB beker, est la 34e édition de la Coupe des Pays-Bas.

## Finale
La finale se joue le 18 juin 1939 au stade de l'Eendracht à Arnhem. Le WVV Wageningen bat le PSV Eindhoven 2 à 1, après prolongation et remporte son premier titre.